# Globos de Ouro 1998

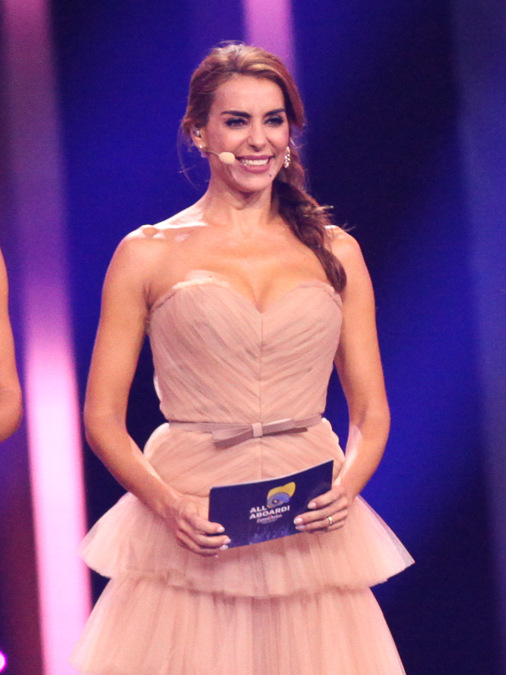
Catarina Furtado

Die 3. Verleihung der portugiesischen Auszeichnung Globos de Ouro 1998 fand am 5. April 1998 im Coliseu dos Recreios in Lissabon statt. Sie wurde von Catarina Furtado moderiert. Den Globo de Ouro erhielten im Jahr 1998 folgende Persönlichkeiten:

## Kategorien

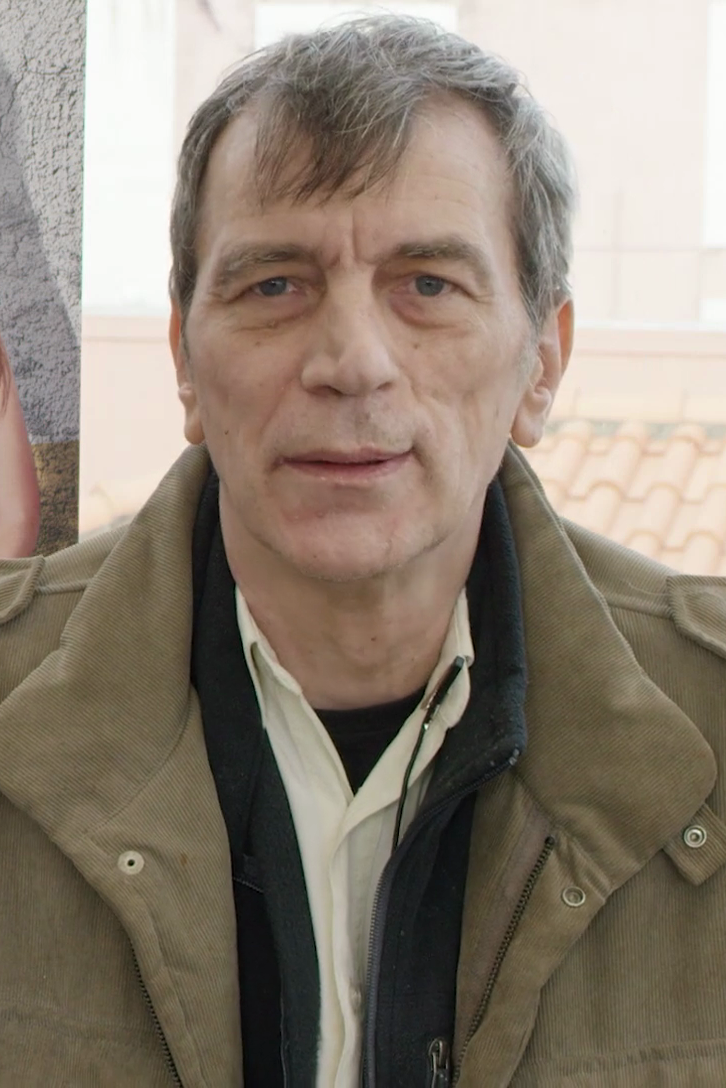
Joaquim Leitão

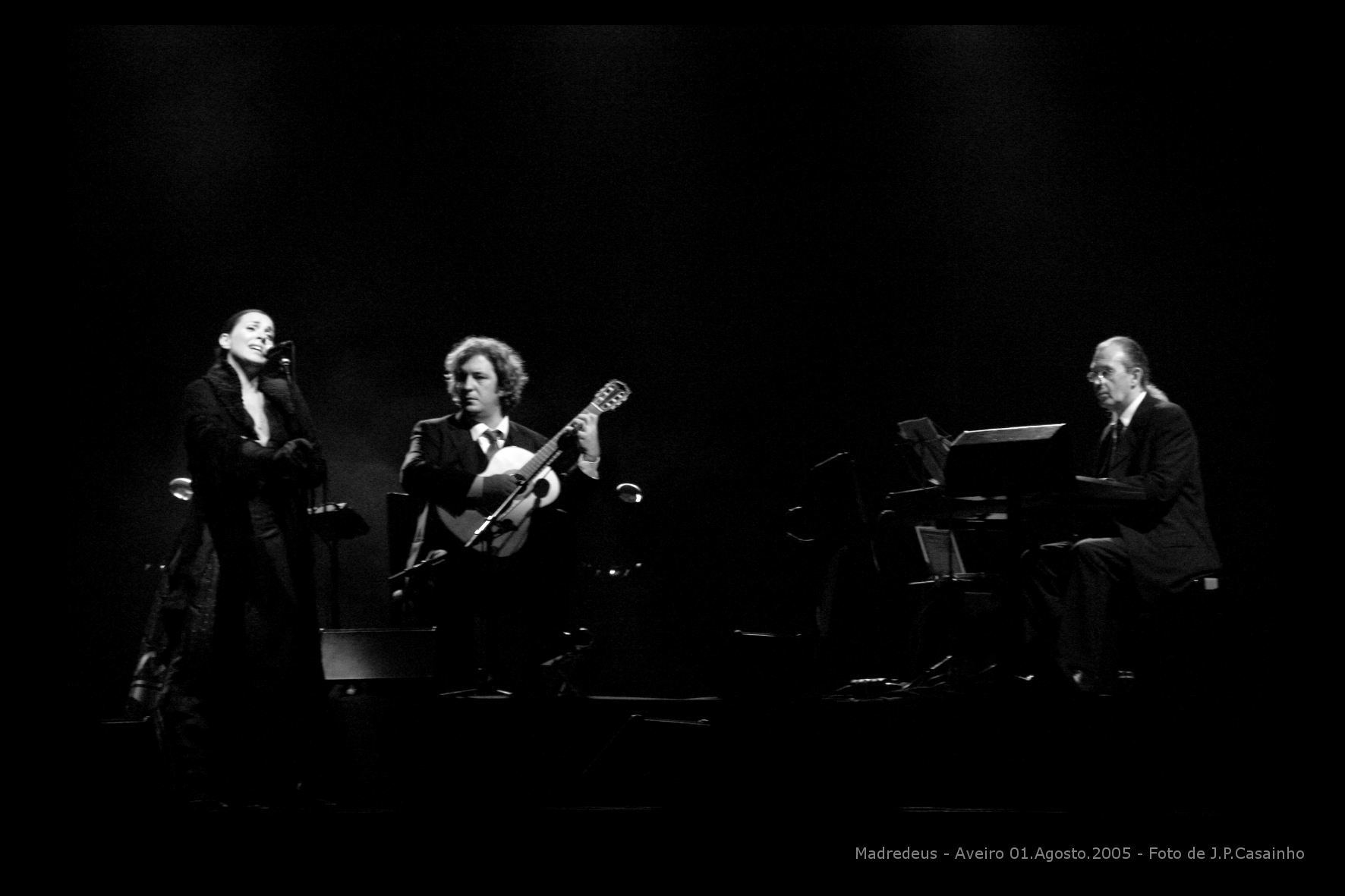
Madredeus

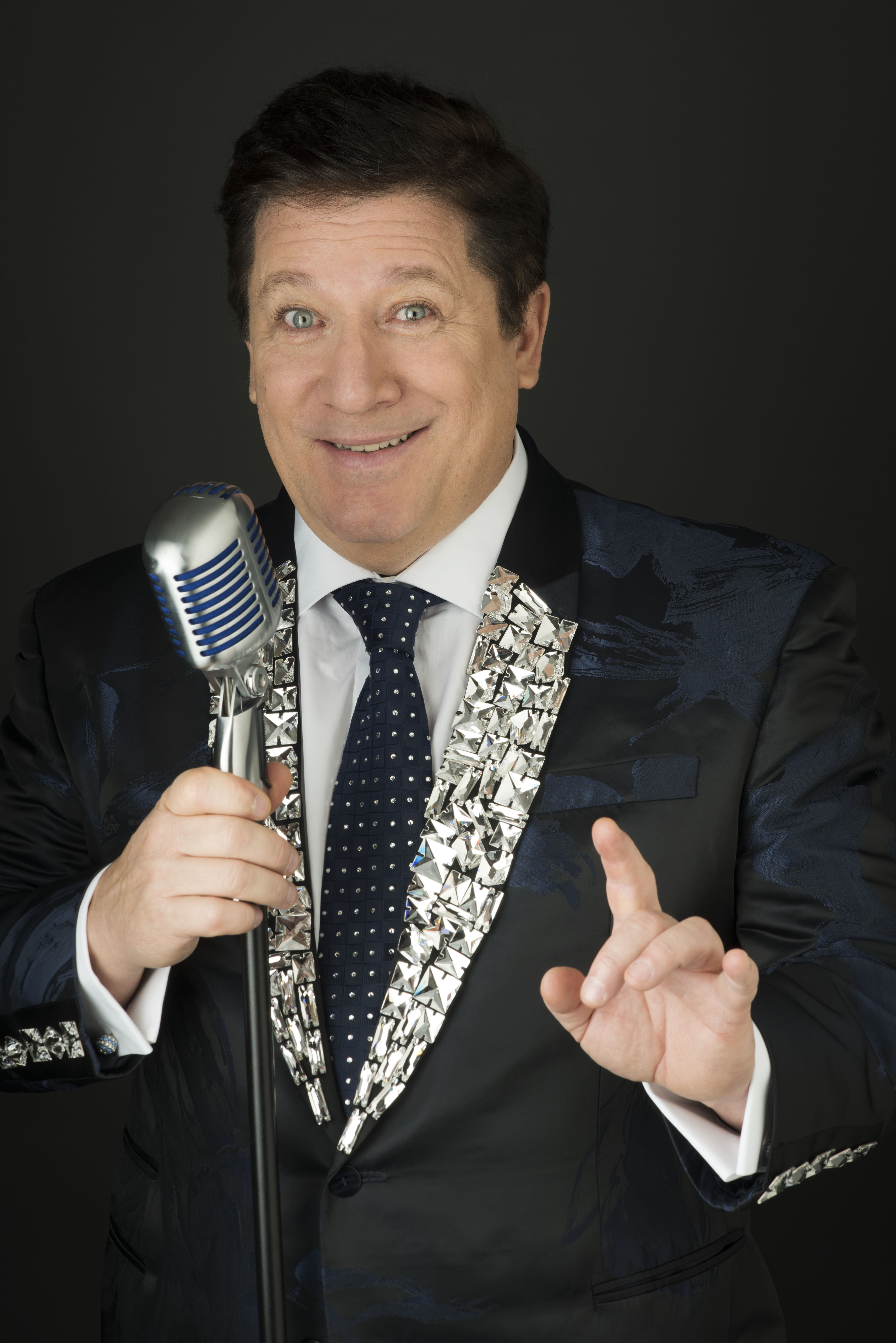
Herman José

### Kino
- Bester Film: Tentação von Joaquim Leitão
- Bester Regisseur: Joaquim Leitão für Tentação
- Beste Schauspielerin: Ana Zanatti für Porto Santo (Regie: Vicente Jorge Silva)
- Bester Schauspieler: Joaquim de Almeida für Tentação (Regie: Joaquim Leitão)

### Sport
- Persönlichkeit des Jahres: Carla Sacramento

### Mode
- Persönlichkeit des Jahres: José António Tenente und Maria Gambina

### Theater
- Persönlichkeit des Jahres: João Mota

### Musik
- Bester Einzelinterpret: Paulo Gonzo
- Beste Gruppe: Madredeus
- Bestes Lied: Jardins Proibidos - Paulo Gonzo

### Fernsehen
- Bester Moderator Information: José Alberto Carvalho
- Bester Moderator Unterhaltung: Herman José
- Beste Sendung Fiktion und Komödie: Herman Enciclopédia
- Beste Sendung Unterhaltung: Chuva de Estrelas
- Beste Sendung Information: Jornal da Noite

### Lebenswerk
- Ruy de Carvalho